# Bundesstraße 115
Die Bundesstraße 115 (Abkürzung: B 115) ist eine rund 135 Kilometer lange Bundesstraße im Süden Brandenburgs und im Osten Sachsens. Sie beginnt in Jüterbog und endet in Görlitz. Für den Landkreis Görlitz ist sie zusammen mit der B 99 eine wichtige Nord-Süd-Verbindung.
Als Reichsstraße 115 führte die Strecke ursprünglich bis nach Peiskretscham bei Gleiwitz. In der DDR wurde das Nummernschema für die Fernverkehrsstraße 115 übernommen.

## Verlauf
Ab Jüterbog führt die Straße über den Niederen Fläming bis Baruth/Mark. Zwischen Baruth und Golßen benutzen die B 96 und die B 115 dieselbe Strecke, dort zweigt die B 115 ab und erreicht über die Autobahn A 13 (Anschlussstelle Freiwalde) die Kreisstadt Lübben im Spreewald, wo sie auf die Bundesstraße 87 trifft.
Bis Ende 2004 verlief sie ab Lübben weiter über Lübbenau/Spreewald, Vetschau/Spreewald und Cottbus. Auf halber Strecke zwischen Cottbus und Forst (Lausitz) bog sie am Abzweig zur bisherigen B 122 nach Süden, um über die Anschlussstelle Roggosen der A 15 weiter über Gablenz nach Döbern zu gelangen.

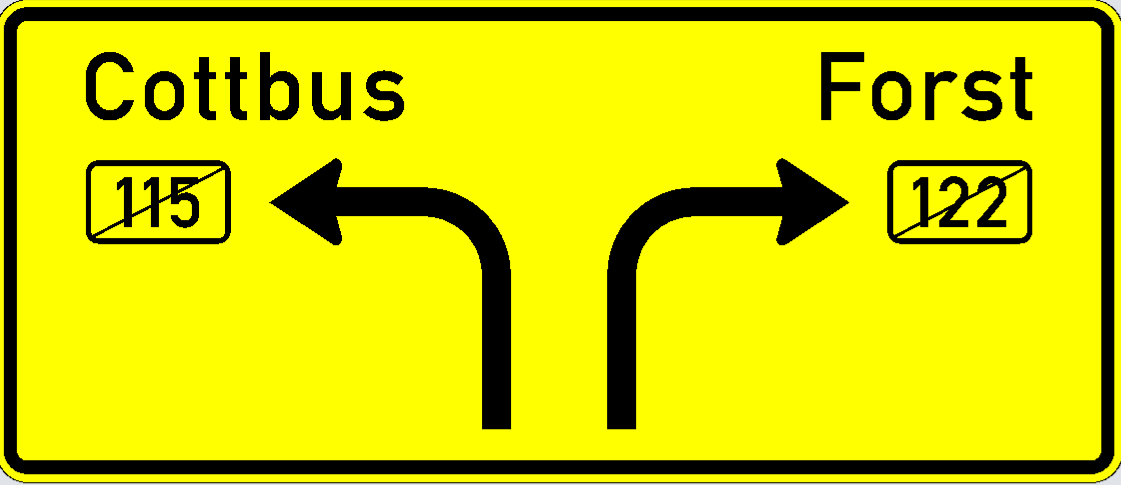
Alte B115 aus Richtung Döbern/Gablenz kommend, beim Abzweig Forst mit der B122

Ende 2004 wurden die teilweise nur in Sichtweite der Autobahnen A 13 und A 15 verlaufenden Bundesstraßen 115 und 122 zwischen Lübben, Cottbus, Forst und der Autobahnanschlussstelle Bademeusel (A 15) an der Bundesgrenze zu Polen, zur Landesstraße 49 herabgestuft und die B 122 damit komplett aus dem Bestandsverzeichnis gelöscht. Gegen diese Abstufung haben die Städte Vetschau und Lübbenau Widerspruch eingelegt und Klage vor dem Verwaltungsgericht Cottbus erhoben. Damit ist das Verfahren angehalten (aufschiebende Wirkung) und bis zu einer Klärung der Lübbenauer Bahnübergänge wird es auch eine Bundesstraße bleiben. Es bleibt bei der „alten“ Trassenführung bis Forst und sie erreicht auf einer hochgestuften ehemaligen Landesstraße Döbern und damit die dahinter liegende Landesgrenze zwischen Brandenburg und Sachsen bei Tschernitz.
Ab Tschernitz benutzen die B 115 und die B 156 bis Krauschwitz dieselbe Strecke, dort zweigt die B 156 in Richtung Bautzen ab. Die B 115 verläuft weiter über Weißkeißel, Rietschen und Niesky nach Görlitz. Kurz vor Görlitz, bei Kodersdorf kreuzt sie an der Anschlussstelle Kodersdorf die A 4. Sie verläuft dann parallel zur Autobahn, bis sie an der B 6 in Görlitz endet.

## Geschichte
Die ehemalige Reichsstraße 115 führte von Görlitz aus weiter über Bunzlau und Haynau nach Liegnitz und von dort aus über Jauer, Schweidnitz und Neisse bis nach Peiskretscham. Dort bestand Anschluss zur Reichsstraße 5. Dieser Abschnitt ist heute weitgehend die polnische Droga krajowa 40.
Die Teilstrecke zwischen Lübben und Cottbus wurde 1845 fertiggestellt, der Streckenabschnitt zwischen Cottbus und Görlitz 1850.
Von März bis Oktober 1998 wurde die 1,7 km lange Ortsumgehung von Jämlitz neu gebaut.
Im Jahr 2003 war eine Ortsumgehung von Döbern in Planung, der Plan wurde allerdings wieder verworfen, da er nicht mehr im Bundesverkehrswegeplan enthalten ist.